# Plaza del Congreso en Liubliana

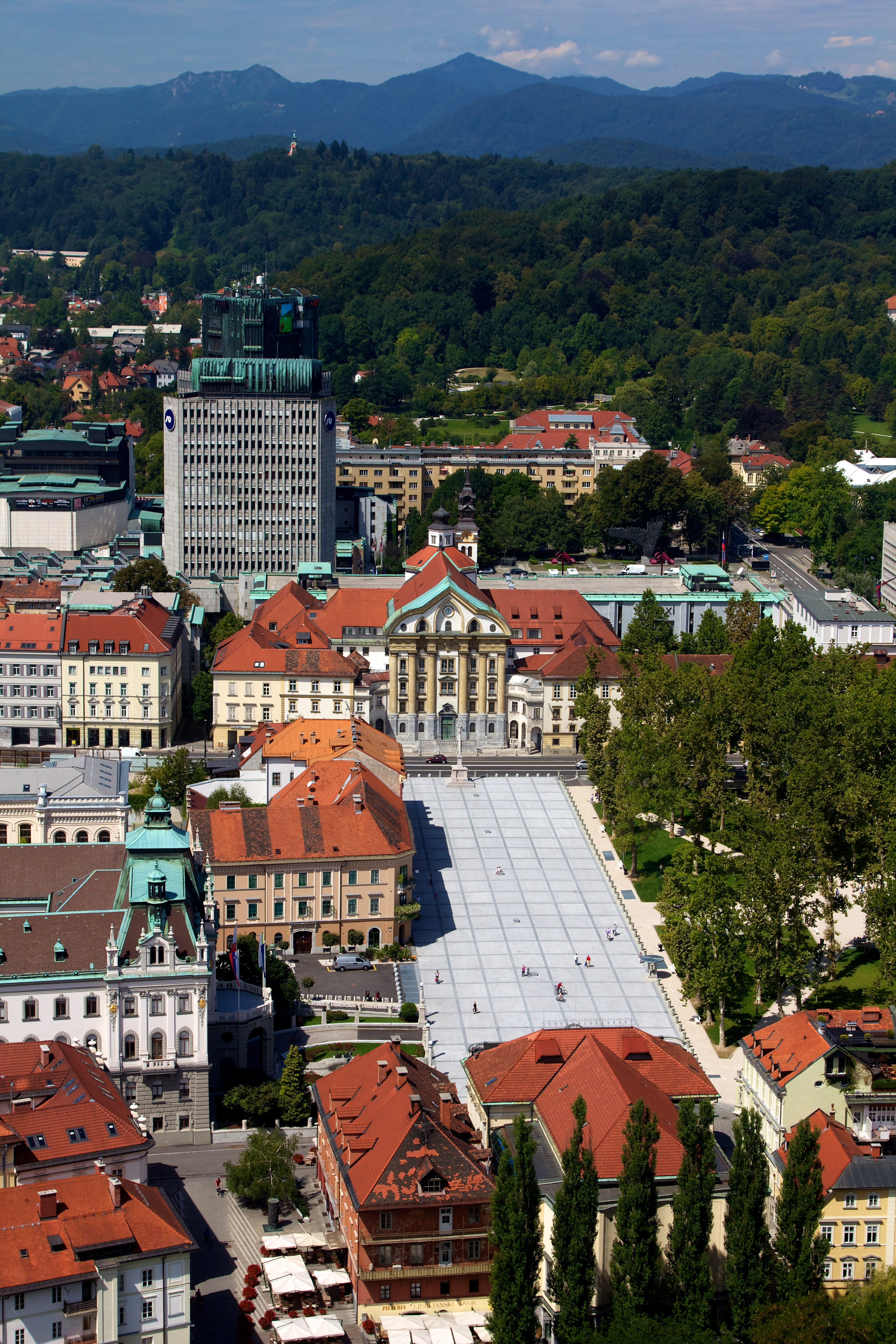
Vista desde el castillo.

La plaza del Congreso (Kongresni trg) es una de las principales plazas de Liubliana. Fue trazada en su totalidad para el Congreso de la Santa Alianza de 1821.
En la plaza del Congreso, han acontecido muchos momentos importantes de la historia de Eslovenia, como: 
- La proclamación de la independencia del Estado de los Eslovenos, Croatas y Serbios, en octubre de 1918.
- Una multitud recibía en la plaza del Congreso a los soldados del ejército de liberación de Tito al finalizar la Segunda Guerra Mundial, el 9 de mayo de 1945.

Los edificios más importantes de la plaza son la rectoría de la Universidad de Ljubljana, el de la Filarmónica Eslovena, el Kazina y la Iglesia Ursulina.

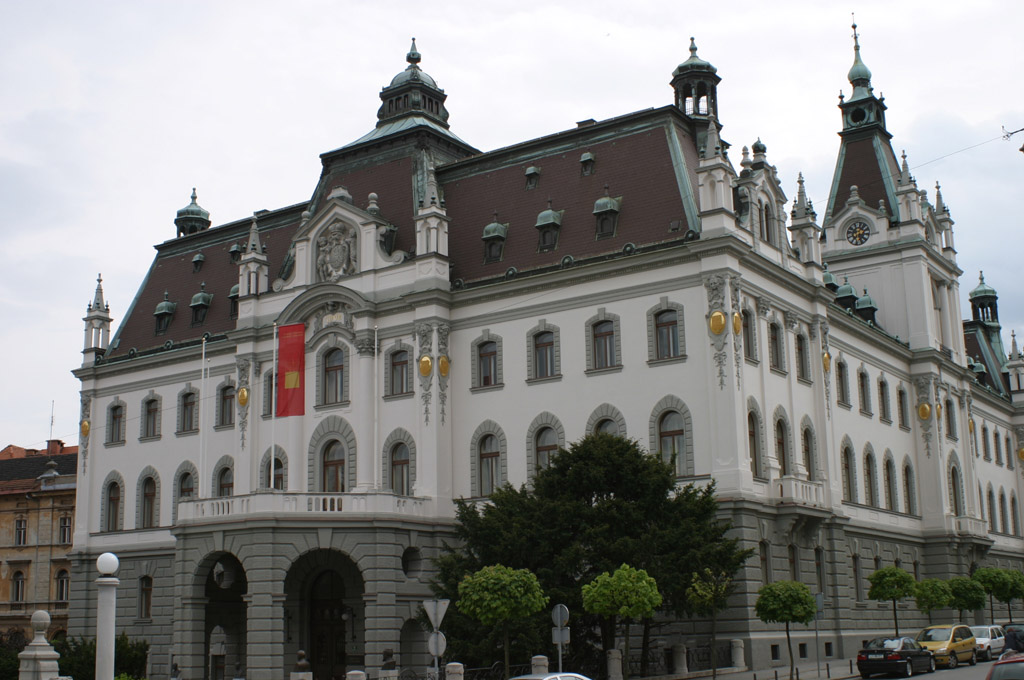
Rectoría de la Universidad de Liubliana.
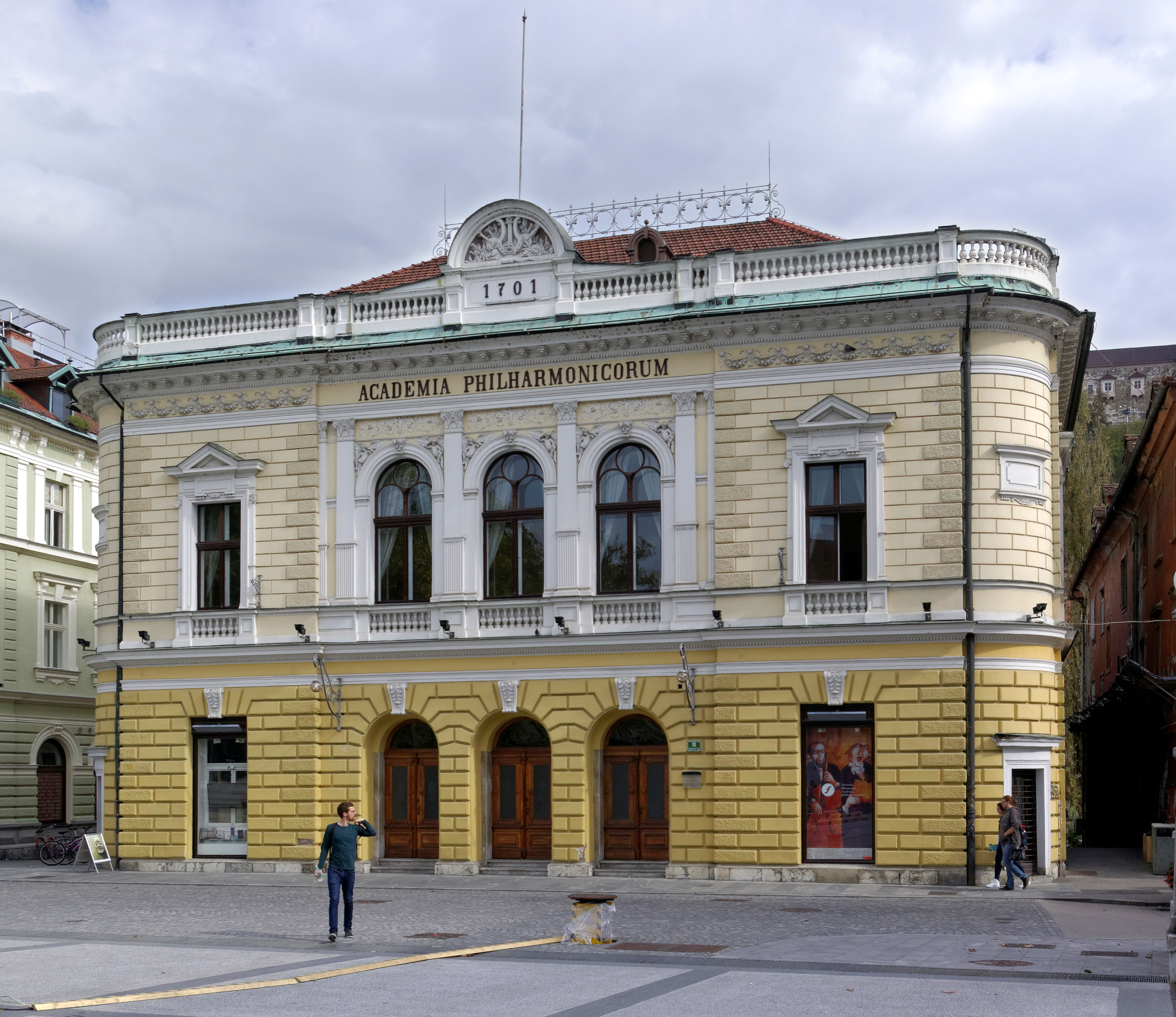
Edificio de la Filarmónica Eslovena.
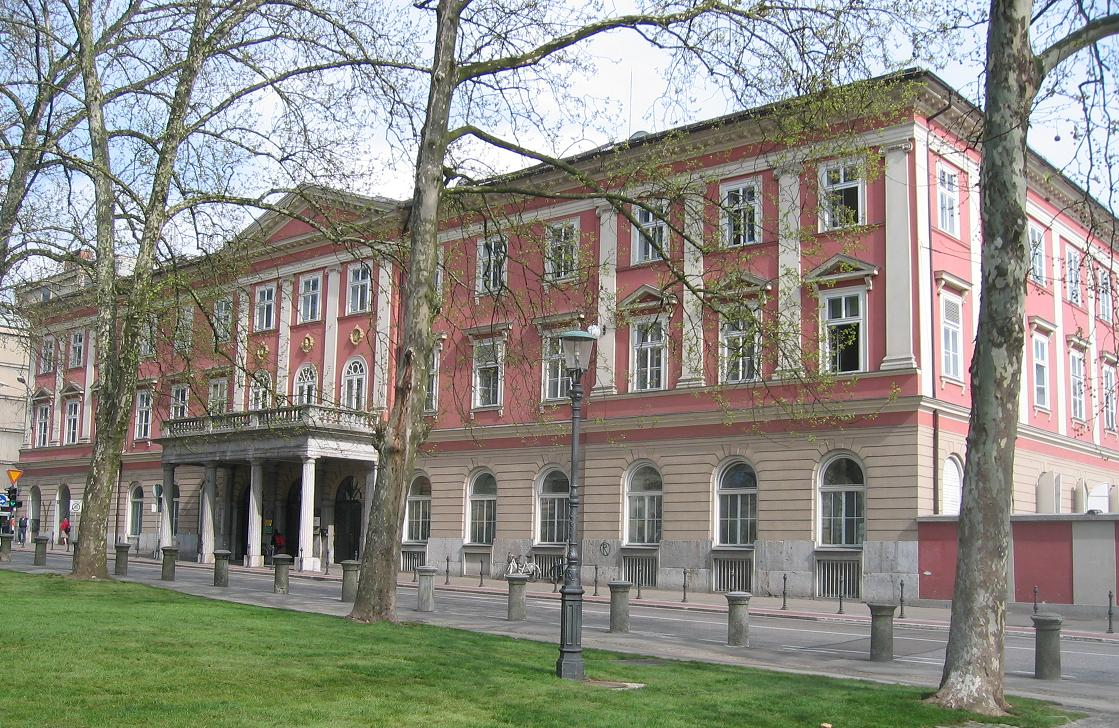
El edificio Kazina, uno de los pocos de estilo neoclásico de la ciudad que aguantaron el terremoto del 14 de abril de 1895.
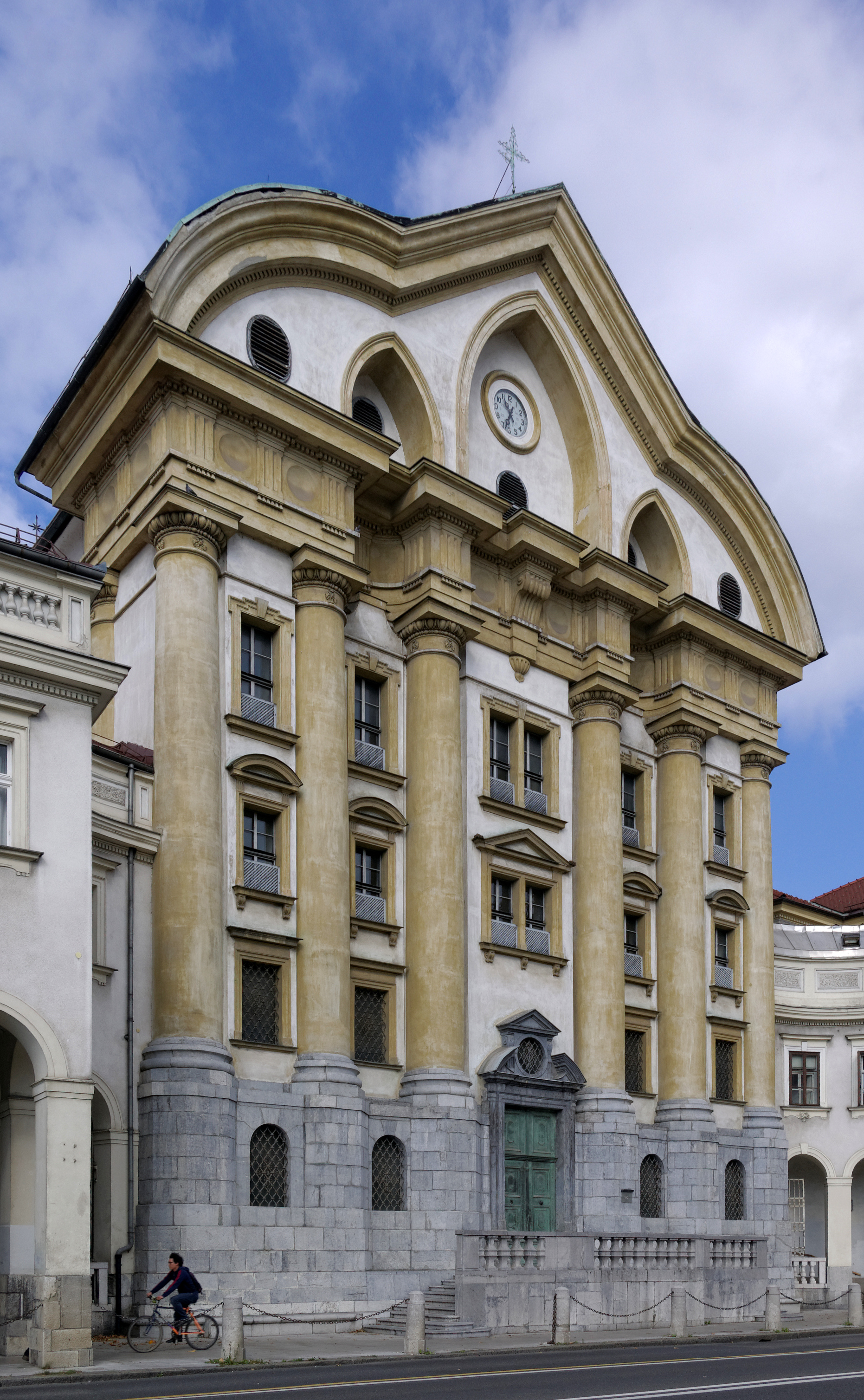
Iglesia Ursulina, de estilo barroco.

## Parque Estrella
En el parque llamado Zvezda (Estrella) hay tres estatuas: una fue hecha por unas mujeres en 1943; otra es una réplica de la estatua dorada del Ciudadano de Emona que fue encontrada en la plaza en 1836: la plaza es el lugar en el que estaba el cementerio romano; la tercera es un ancla de un barco italiano que fue hundido durante la guerra, instalada allí en memoria de la anexión del litoral esloveno y la península de Istria.

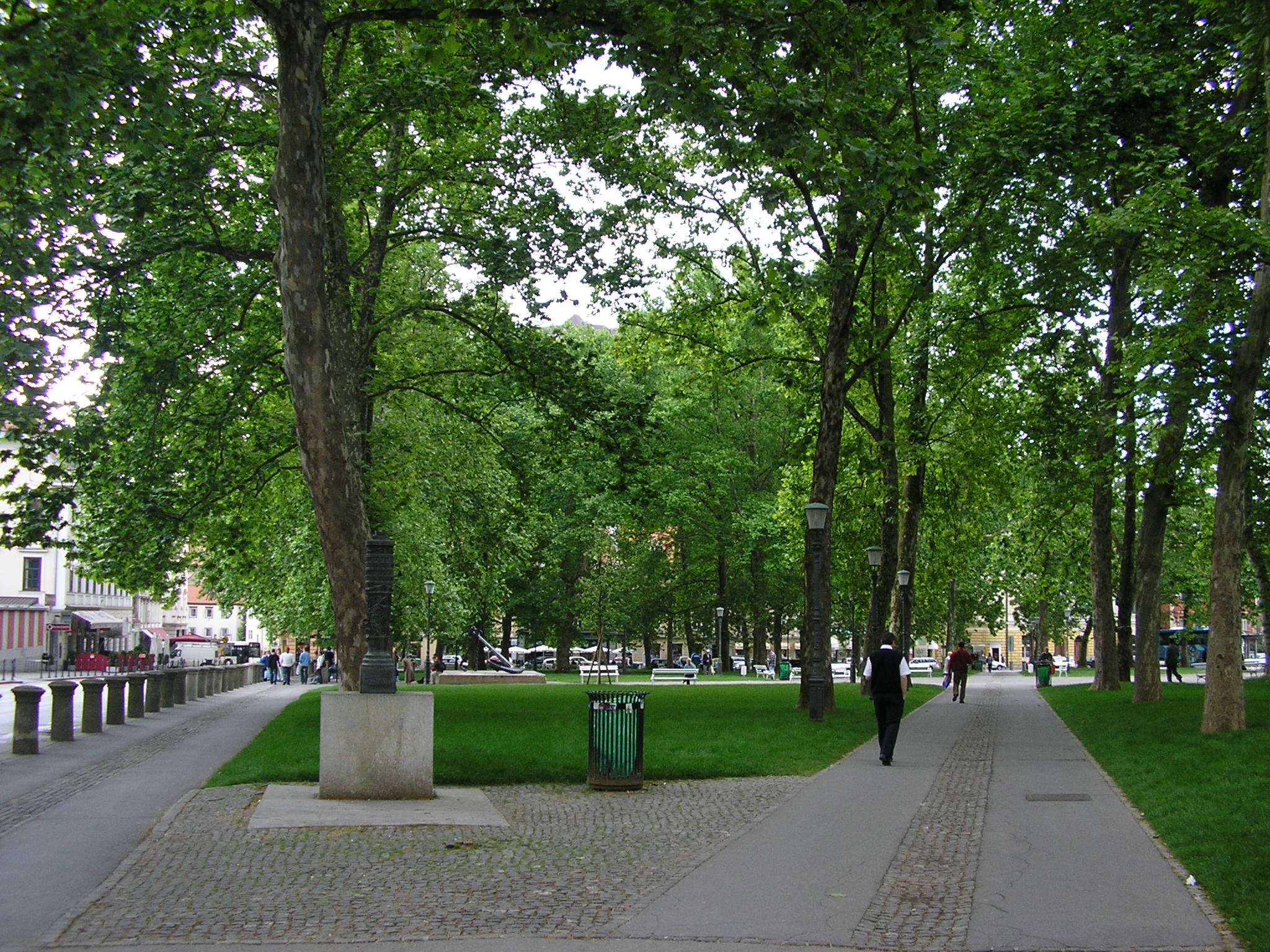
Parque Estrella
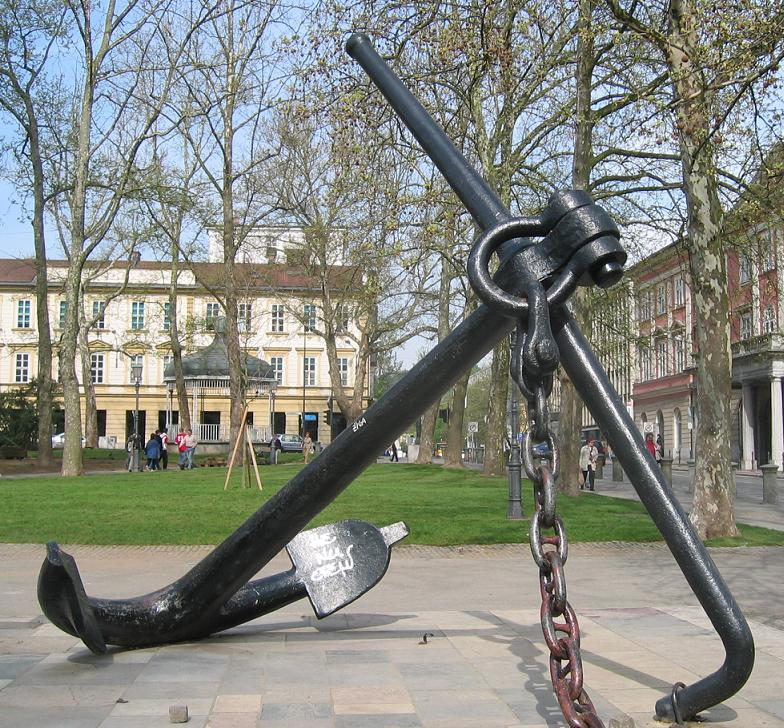
Ancla del barco italiano

El parque tomó su forma actual después de la reconstrucción de 1930, que fue diseñada por el arquitecto esloveno Jože Plečnik. En 2011 se hizo un garaje debajo del parque.